# Spencer (Ohio)
Pour les articles homonymes, voir Spencer.
Spencer est un village américain situé dans le comté de Medina, dans l’Ohio. Selon le recensement de 2010, sa population est de 753 habitants.